# Haselhühner
Die Haselhühner (Tetrastes) sind eine Vogelgattung aus der Familie der Fasanenartigen (Phasianidae), die zur Ordnung der Hühnervögel (Galliformes) gehört. Zur Gattung werden heute zwei Arten gerechnet, die in der Paläarktis vorkommen. Haselhühner gehören zu den kleinsten Raufußhühnern. Sie haben sehr kleine Schnäbel, ihnen fehlt ein auffälliger Kamm. Beide Arten haben 16 Schwanzfedern und verhältnismäßig kleine Füße mit unbefiederten Zehen. Haselhühner fliegen generell nur kurz auf und können keine längeren Strecken fliegend zurücklegen. Der längste belegte Flug für ein Haselhuhn ist etwas mehr als ein Kilometer. Ihr Lebensraum sind Waldregionen, sie meiden offenes Gelände.

## Systematik
Zeitweise wurden die Haselhühner zusammen mit dem nordamerikanischen Kragenhuhn in die Gattung Bonasa gestellt. 
Physiologisch und habituell ähneln sich diese beiden Gattungen, sie weisen jedoch starke Unterschiede bezüglich ihres Verhaltens auf. Haselhühner gehen eine monogame Paarbindung ein. Ihnen fehlen das auffällige Balzgefieder oder die auffälligen Balzhandlungen, für die das Kragenhuhn bekannt ist.
Molekulare Stammbaumforschung rechtfertigt die Trennung der Gattungen Bonasa und Tetrastes, denn das Kragenhuhn ist die Schwesterart aller anderen lebenden Raufußhühner inklusive der Haselhühner. Eine Gattung Bonasa sensu lato, welche die Haselhühner miteinschlösse, wäre demnach paraphyletisch. Im Lichte des Stammbaumes der Raufußhühner sind die Ähnlichkeiten zwischen Kragenhuhn und Haselhühnern daher als Plesiomorphien zu bewerten.

## Arten
Zur Gattung werden zwei Arten gerechnet.
- Haselhuhn, Tetrastes bonasia, nördliches Eurasien
- Schwarzbrust-Haselhuhn oder Chinahaselhuhn, Tetrastes sewerzowi, Zentral-China

## Belege

### Einzelbelege
1. ↑  Madge et al., S. 373–375
2. ↑  Roald Potapov und Richard Sale: Grouse of the World. New Holland Publishers, London 2013, ISBN 978-1-78009-250-8, S. 57.
3. ↑  siehe beispielsweise Roald Potapov und Richard Sale: Grouse of the World. New Holland Publishers, London 2013, ISBN 978-1-78009-250-8. S. 56
4. ↑  Madge et al., S. 374
5. ↑  
Nicholas W. Persons, Peter A. Hosner, Kelly A. Meiklejohn, Edward L. Braun, Rebecca T. Kimball: Sorting out relationships among the grouse and ptarmigan using intron, mitochondrial, and ultra-conserved element sequences. In: Molecular Phylogenetics and Evolution 2016, Nr. 98, S. 123–132.